# Un violon sur le sable
Un Violon sur le Sable est un festival de musique symphonique se déroulant chaque année sur la plage de la Grande-Conche, à Royan, en France. Créé en 1987 par Philippe Tranchet et organisé par Production 114, il a traditionnellement lieu à la fin du mois de juillet, et s'étale sur trois jours depuis 1999. Chaque concert accueille en moyenne 50 000 spectateurs, pour une fréquentation globale d'environ 150 000 personnes durant la période du festival, ce qui en fait l'un des plus grands festivals de musique classique au monde en audiométrie,.
Chaque année, des artistes renommés participent, tels que la pianiste Khatia Buniatishvili, le violoniste Nemanja Radulović ou le pianiste Jean-François Zygel. Des collaborations particulières et des performances en dehors des programmes classiques sont souvent au rendez-vous, comme en 2017, où un livre commémoratif a été publié pour les 30 ans du festival.

## Historique
Lors de sa première édition, en 1987, le festival se limite à un concert donné en saison estivale, sur la plage de la Grande-Conche. Un unique violoniste, Patrice Mondon, interprète quelques airs connus pour un public assez limité. La radio locale Royan Fréquence réitère l'opération l'année suivante : en 1988, un quatuor joue sur la plage. Au fil des années, la taille de l'orchestre augmente : un orchestre de chambre succède au quatuor, puis un orchestre symphonique constitué d'une cinquantaine de musiciens. La durée du festival est de trois jours en 1999, et la taille de l'orchestre passe à une soixantaine de musiciens. Celui-ci se compose aujourd'hui de plus de 80 musiciens, dirigés par le chef d'orchestre Jérôme Pillement.
Depuis 2012, un programme "off", "Un violon sur la ville" enrichit l’événement principal avec des performances dans la ville et ses environs,.

## Récompenses
En octobre 2022 le festival Un violon sur le sable reçoit le prix du meilleur festival classique/lyrique/jazz 2022 lors du Heavent Paris. Ce salon des professionnels de l'innovation et de la création évènementielles récompense les festivals musicaux les plus marquants de 2022 quels que soient leur taille et leur type.